# Северный корпус (Россия)
Се́верный ко́рпус (за время своего существования часто менял названия и назывался Ру́сская доброво́льческая Се́верная а́рмия, Отде́льный Пско́вский ру́сский доброво́льческий ко́рпус, Пско́вский ко́рпус, Се́верная а́рмия) — оперативно-стратегическое объединение белых войск в северо-западном районе России в 1918—1919 гг., в ходе Гражданской войны в России. Образован 10 октября 1918 года при содействии германской армии. По мере развития претерпевал множество реорганизаций, структурных и дислокационных изменений, будучи при поддержке Антанты преобразован 19 июня 1919 года в «Северную армию», которая 1 июля была переименована в Северо-западную армию (так как военное формирование белых под названием «Северная армия» уже существовало в северной области). Принимал участие в вооружённой борьбе с Красной Армией на северо-западе России и в Эстонии.

## Зарождение корпуса
Выработаны на заседании русско-германской комиссии 10 октября 1918 года
1)	Русская добровольческая Северная армия по соглашению с императорским германским правительством и при посредстве главного военного германского командования на востоке начинает своё формирование 10 октября 1918 года. 

2)	Районом формирования указанной армии назначаются оккупированные части Псковской и Витебской губерний — с городами Псков, Остров, Изборск, Режица и Двинск. 

3)	Формирование армии будет происходить в названном районе под прикрытием германских оккупационных войск. 

4)	Армия будет комплектоваться: а) местными русскими офицерами и добровольцами; б) таковыми же перебежчиками из Советской России; в) таковыми же других оккупированных германцами русских областей; г) таковыми же военнопленными, находящимися в Германии, причём вербовка последних будет произведена специально командируемой для этой цели в Германию комиссий из русских офицеров. 

5)	Командующим армией, с диктаторскими полномочиями, назначается русский генерал с популярным боевым именем, желательно при согласии генерала Юденича, Генерала Гурко или генерала графа Келлера. 

6)	Денежные средства на содержание армии отпускаются германским правительством заимообразно Русскому государству и направляются через главное военное германское командование в русское полевое казначейство при армии, откуда расходуются на общих основаниях. 

7)	Вооружение, снаряжение, шанцевый инструмент, обмундирование, продовольствие и технические средства даются германским правительством через главное военное германское таковому же русскому, причём обмундирование и вооружение, по возможности русского образца и в размере, потребном не менее одного корпуса силою в две пехотные дивизии, согласно германским штатам, с отдельною бригадою кавалерии, соответствующей артиллерией, вспомогательными частями (инженерными, саперными, авиационными, автомобильными, мотоциклетными, велосипедными, телефонными и железнодорожными и всеми техническими средствами).

8)	Армия по окончании формирования приводится к присяге законному царю и Русскому государству. 

9)	На формирование армии даётся срок не менее двух с половинную месяцев, после чего армия должна быть в боевой готовности. 

10)	По формировании армии германские войска отходят на новую демаркационную линию и сдают старую русским. 

11)	За месяц перед своим отходом германские военные и гражданские власти сдают всё управление армейским районом таковым же русским властям. 

12)	При армии остаются для связи три германских офицера, из которых один Генерального штаба. 

13)	Германские войска при наступлении не участвуют в подавлении большевизма, но следуют за армией для поддержания внутреннего порядка и престижа власти. 

14)	После занятия Петербурга объявляется военная диктатура, причём диктатором будет главнокомандующий Северной армии. 

15)	Задачи армии: а) защита указанного выше армейского района от большевистского нашествия; б) движение вперёд для взятия Петербурга и свержения большевистского правительства; в) водворения порядка во всей России и поддержка законного русского правительства.
Текст воспроизводится по Корнатовский Н. А. Борьба за Красный Петроград. — Москва: АСТ, 2004. — С. 38—39. — 606 с.
Корпус начал создаваться осенью 1918 года в рамках германского проекта создания на территориях бывшей Российской империи, подпавших под германскую оккупацию в результате Великой войны и заключения Брестского мира, двух про-германски- и монархически- настроенных армий из русских добровольцев — «Южной» на территориях Украины и Всевеликого Войска Донского и «Северной» — на северо-западе России, попавшей в зону германской оккупации, в результате февральского наступления немцев в 1918 году.
Первые практические шаги для создания русской военной силы были сделаны в конце августа, когда в Пскове прошли первые совещания представителей русских монархических кругов и германского военного командования. К середине сентября была создана германо-русская комиссия, занявшаяся разработкой условий создания и функционирования корпуса, а на заседании 10 октября было объявлено о создании «русской добровольческой Северной армии». Немцы обязались отпустить в её распоряжение на склады Изборска 50 000 комплектов обмундирования, 500 пулемётов, 36 лёгких пушек, 24 тяжёлых пушек, выделить 150 миллионов марок:40.
Формирование армии началось с создания одной стрелковой дивизии, в составе трёх полков по 500 человек каждый, получивших наименования Псковского, Островского и Режицкого — по месту расположения вербовочных пунктов. Узнав о создании на оккупированных территориях белогвардейской армии, начали переходить на сторону белых целые подразделения РККА — так Северная армия пополнилась отрядами С. Н. Булак-Балаховича, Б. С. Пермикина и тремя кораблями Чудской военной озёрной флотилии под командованием капитана 2-го ранга Д. Д. Нелидова. К концу октября численность армии превышала 2 000 человек, из которых до 40 % были офицеры:45.
Однако, с начала ноября 1918 года германская помощь создаваемой армии прекратилась, ввиду революционных событий в Германии и её выходa из Великой войны. Германские войска начали покидать зону оккупации, а части РККА начали немедленно занимать оставляемые германцами районы, иногда вступая в бои с последними. Корпус оказался не готовым к самостоятельному удержанию района формирования и начал отступление в арьергарде германских частей, которые таким образом оберегали себя от столкновений с Красной армией.

### Состав на момент начала боевых действий[1]:73—74
В Пскове:
- 1-й Псковский стрелковый добровольческий полк (ок. 250 штыков).
- 53-й Волынский стрелковый добровольческий полк (ок. 250 штыков) — переброшен из Киева графом Келлером (командир подполковник Ветренко, Д. Р.).
- Ярославский пехотный полк (ок. 50 штыков) — переброшен из Киева генералом графом Ф. А. Келлером.
- Отряд внешней охраны (ок. 200 штыков).
- Команда бронепоезда (ок. 100 штыков) — бронепоезда не было.
- Псковский артиллерийский полк — 8 орудий.
- отряд Булак-Балаховича — 200 сабель при 2-х орудиях.
- Псковский Добровольческий Авиационный Отряд под командованием военного лётчика полковника П. Ф. Данилина

В Острове:
- 2-й Островский добровольческий полк (ок. 300 штыков) — командир полковник Дзерожинский.
- 3-й Режецкий добровольческий полк (ок. 200 штыков).

В Режице:
- Партизанский отряд полковника Афанасьева (ок. 150 штыков).

На Талабских островах :
- Отряд пехоты (ок. 150 штыков) и два орудия.
- Чудская озёрная флотилия, состоящая из трех вооружённых пароходов.

Итого около 2 000 штыков и сабель, артиллерия без лошадей и с орудиями без замков, команда бронепоезда без бронепоезда, 75 % пехоты без шинелей, 50 % — босые.

## Участие в боях

### Бои осенью 1918 года
С 25 ноября корпус вступил в бои с «Южной группой» 7-й армии, в бесплодной попытке защитить Псков. Хотя численность наступающих красных частей была не многим выше численности корпуса, подавленное моральное состояние белых не позволило организовать твёрдую оборону. К вечеру 26 ноября части корпуса оставили Псков в беспорядочном и паническом отступлении. К 30 ноября основные части корпуса скопились в районе города Валга в ожидании решения дальнейшей судьбы корпуса. Немецкое командование официально уведомило о том, что прекращает всякую его поддержку. В то же время выяснилось что корпус может принять к себе на службу Эстония, а Латышское правительство, наоборот, не желает принимать корпус на свою территорию. И хотя начальник штаба корпуса ротмистр фон Розенберг, в силу своей прогерманской ориентации и, заручившись аналогичным мнением графа Келлера, пытался организовать отход всего корпуса вслед за германскими частями на Ригу, в корпусе всё же возобладали Антантовские настроения и начальник корпуса фон Неф заключил договор с Эстонией о принятии корпуса на эстонскую службу. Незначительные части корпуса (партизанский отряд Афанасьева), впрочем, продолжил отступление на латвийскую территорию.

### В подчинении эстонской армии
1.	Основой взаимоотношений Северной армии с эстонским правительством являются общие действия, направленные к борьбе с большевизмом  и анархией, причём главным направлением действий армии является Псковская область. 

2.	Северная армия гарантирует во время своего нахождения в пределах Эстонии полное своё невмешательство во внутренние дела последней. 

3.	Во время общих боевых действий в пределах Эстонии Северная армия подчиняется эстонскому главнокомандованию.

4.	Во время нахождения своего в пределах Эстонии для совместных боевых действий Северная армия получает от эстонского правительства полностью её обеспечивающее денежное довольствие, обмундирование, вооружение, снаряжение и обоз с запряжкой и продовольствием натурой по выработанным раскладкам. Денежное довольствие, получаемое Северной армией от эстонского правительства, засчитывается как долг организующегося правительства России.

5.	Первые три недели со времени расположения частей Северной армии в предоставленном ей районе Эстонии и со времени получения от эстонского правительства всех средств, указанных в п. 4, предоставляются Северной армии исключительно на организационную работу, необходимую после тяжелого отступления. 

6.	Эстонское военное министерство и штаб корпуса Северной армии взаимно командируют представителей для освещения положения и работ.

7.	Северной армии оставляется право комплектоваться лицами, не принадлежащими Эстонии. До прибытия союзников армия не должна превышать численности 3 500 человек.

8.	При штабе Северной армии будет находиться представитель от интендантства Эстонии, которому предоставляется право контроля по расходованию выданных для Северной армии денег, продовольствия и всех предметов снабжения.
6 декабря 1918 года.
Подлинный подписали:

— Командующий Северной армии полк. Фон Неф.

— За военного министра временного правительства Эстонии — товарищ военного министра Т. Юринэ
Текст воспроизводится по Корнатовский Н. А. Борьба за Красный Петроград. — Москва: АСТ, 2004. — С. 97. — 606 с.
6 декабря 1918 года было заключено соглашение о принятии корпуса на эстонскую службу. Корпус был переименован из «Псковского» в «Северный». В декабре корпус совместно с эстонскими частями безуспешно оборонял город Юрьев от наступления красных и вёл ожесточённые бои за мест. Руен.
Английское командование, находящееся в Эстонии, подозрительно отнеслось к инициативе эстонцев, принявших на свою службу про-германское русское формирование. Адмирал Синклер прямо заявил офицерской делегации корпуса, явившейся к нему для осведомления англичан о его целях и задачах:

Мы не можем иметь доверия и оказывать помощь организации, которая находилась под покровительством наших врагов, а предпочитаем предоставить это право правителям новых государств [имелись в виду правительства Эстонии, Латвии] при условиях, что они возьмут в данном случае и всю ответственность за последствия на себя:99
 В январском наступлении эстонцев корпус участия не принимал, находясь на отдыхе. В январе корпус был разделён на две части, несшие службу на двух направлениях — Нарвском и Псковском. Вплоть до майского наступления обе группы занимались вылазками на советскую территорию, как совместно с эстонскими частями, так и самостоятельно, некоторые из которых были удачны. В этот период корпус пополнялся как добровольцами, так и мобилизованными в русских деревнях на территории Эстонии. Пока русский Северный корпус выполнял задачи по защите Эстонии, между ним и эстонской армией не возникало серьёзных трений.

### Наступление на Петроград весной 1919 года
Весной 1919 года отношение Антанты к корпусу, благодаря дипломатическим усилиям командования корпуса, русских политиков, находящихся в Эстонии, а также группы генералов и политиков, сгруппировавшихся в Финляндии вокруг фигуры Н. Н. Юденича, начало меняться, хотя о конкретной материальной помощи речь ещё не шла.
В апреле командованием корпуса был составлен, а эстонским главнокомандующим Лайдонером утверждён, план летнего наступления частей корпуса, причём планом не ставились глобальные задачи — планировалось взять Гдов, захватить переправы на р. Плюсса, обхватить Ямбург с тыла, перерезать Петроградское шоссе и железную дорогу Ямбург — Гатчина. Общим замыслом было захватить достаточный плацдарм на русских землях, для того что бы выйти из зависимости от Эстонии и обеспечить существование для более широких белогвардейских формирований. Всеобщее наступление началось 13 мая и было настолько удачным, что части корпуса заняли Гдов, Псков и продвинулись на восток вплоть до Гатчины.

### Состав корпуса на момент преобразования в Северную армию
Если Северный корпус начал весеннее наступление, в целом, с ничтожными силами (численность боевого состава армии едва ли превышала 3000 штыков и сабель при 6 орудиях и 30 пулемётах, а всего «едоков» в корпусе числилось 5500 человек), то уже к июлю 1919 года, после произошедшей реорганизации Корпуса в Армию, в её составе в боевых частях находилось около 15000 штыков и 1500 сабель. Такое приращение сил за менее чем 2-х месячный срок стало возможным благодаря (а) массовому переходу на сторону корпуса частей РККА, (б) притоку добровольцев из занимаемых белыми районов и (в) мобилизации:123, 224.

## Командующие
- Б. С. Малявин, генерал-майор — первые несколько дней, до прибытия в Псков генерал-майора Вандама.
- А. Е. Вандам, генерал-майор — октябрь — ноябрь 1918 года. После прекращения германской помощи сложил с себя полномочия командующего.
- Г. Г. фон-Неф, полковник — вступил во временное командование после отставки Вандама до момента прибытия графа Келлера.
- граф Ф. А. Келлер, Свиты Его Императорского Величества генерал от кавалерии — принял предложение возглавить армию по согласованию с командующим Добровольческой армии генералом Деникиным. Однако прибыть в Псков не успел из-за обострения ситуации на Украине, где возглавил в эти дни также все вооружённые силы Украинской Державы гетмана Скоропадского, после чего был убит в спину в Киеве петлюровцами
- А. Ф. Дзерожинский, полковник — январь — май 1919.
- А. П. Родзянко, генерал-майор — май — июль 1919 года.